# Capitol Punishment (WWE)
Capitol Punishment è stato un evento in pay-per-view di wrestling prodotto dalla WWE. L'evento si è svolto il 19 giugno 2011 al Verizon Center di Washington.

## Storyline
Nella puntata di Raw del 30 maggio R-Truth ha sconfitto il WWE Champion John Cena per count-out in un incontro non titolato per poi, una volta finito il match, versare una bottiglietta d'acqua sopra alcuni spettatori, tifosi di Cena, presenti fra il pubblico. Nella puntata di Raw del 6 giugno il General Manager anonimo, dopo che R-Truth si era scusato per ciò che aveva compiuto la settimana precedente, ha sancito un match tra Cena e R-Truth con in palio il WWE Championship per Capitol Punishment, il main event più imprevedibile della storia del wrestling.
Nella puntata di SmackDown del 27 maggio Sheamus ha vinto un Triple Threat match contro Christian e Mark Henry, diventando così il contendente nº1 del World Heavyweight Champion Randy Orton. Nella puntata di SmackDown del 3 giugno Orton ha difeso con successo il titolo contro Sheamus grazie all'aiuto di Christian, arbitro speciale del loro incontro, il quale ha poi tuttavia effettuato un turn heel nei confronti dello stesso Orton, attaccandolo brutalmente alle spalle con il titolo. Un match tra Orton e Christian con in palio il World Heavyweight Championship è stato poi annunciato per Capitol Punishment.
Il 22 maggio, a Over the Limit, Ezekiel Jackson ha sconfitto l'Intercontinental Champion Wade Barrett per squalifica a causa dell'intervento di Heath Slater e Justin Gabriel; tuttavia, data la modalità con cui aveva ottenuto la vittoria, Barrett è rimasto campione. Un rematch tra Barrett e Jackson con in palio l'Intercontinental Championship è stato poi sancito per Capitol Punishment.
A Over the Limit, John Cena ha difeso con successo il WWE Championship in un "I Quit" match contro The Miz poiché Alex Riley, alleato di quest'ultimo, si era dimenticato di nascondere il cellulare con il quale lui e The Miz, attraverso un messaggio vocale registrato, avevano fatto credere all'arbitro che Cena avesse pronunciato la resa. Nella puntata di Raw del 23 maggio The Miz ha furiosamente incolpato Riley per la sua sconfitta contro Cena, licenziandolo poi dal ruolo di suo manager. Successivamente, dopo che Riley aveva attaccato The Miz, effettuando contestualmente un turn face, è stato annunciato un match tra i due per Capitol Punishment.
Nella puntata di Raw del 23 maggio Alberto Del Rio, durante un'intervista nel backstage, ha schiaffeggiato Big Show; con questi che lo ha poi inseguito fino al parcheggio dell'arena, dove il manager di Del Rio, Ricardo Rodriguez, lo ha tuttavia investito con un'automobile. Nella puntata di Raw del 13 giugno il Guest Host della serata, Steve Austin, ha sancito un match tra Del Rio e Big Show per Capitol Punishment dopo che quest'ultimo aveva fatto il suo ritorno in cerca di vendetta.
Nella puntata di Raw del 30 maggio CM Punk ha sconfitto Rey Mysterio grazie all'aiuto del New Nexus. Nella puntata di Raw del 6 giugno Mysterio ha tuttavia sconfitto Punk nella rivincita, evitando anche l'attacco di Mason Ryan alle sue spalle. Un match tra Punk e Mysterio è stato poi sancito per Capitol Punishment.
Nella puntata di Raw del 23 maggio Jack Swagger ha sconfitto Evan Bourne. Nella puntata di Raw del 30 maggio Bourne si è preso la sua rivincita, sconfiggendo Swagger. Un match tra i due è stato successivamente annunciato per Capitol Punishment.
Nella puntata di Raw del 30 maggio Dolph Ziggler ha sconfitto lo United States Champion Kofi Kingston in un match non titolato, ottenendo così un incontro per il suo titolo. Un match tra Kingston e Ziggler con in palio lo United States Championship è stato poi sancito per Capitol Punishment.

## Risultati
| # | Incontri                                                                             | Stipulazioni                                          | Durata |
| - | ------------------------------------------------------------------------------------ | ----------------------------------------------------- | ------ |
| 1 | Dolph Ziggler (con Vickie Guerrero) ha sconfitto Kofi Kingston (c) per sottomissione | Single match per il WWE United States Championship    | 11:06  |
| 2 | Alex Riley ha sconfitto The Miz                                                      | Single match                                          | 10:13  |
| 3 | Alberto Del Rio (con Ricardo Rodríguez) ha sconfitto Big Show per KO tecnico         | Single match                                          | 04:57  |
| 4 | Ezekiel Jackson ha sconfitto Wade Barrett (c) per sottomissione                      | Single match per il WWE Intercontinental Championship | 06:36  |
| 5 | CM Punk ha sconfitto Rey Mysterio                                                    | Single match                                          | 14:59  |
| 6 | Randy Orton (c) ha sconfitto Christian                                               | Single match per il World Heavyweight Championship    | 14:06  |
| 7 | Evan Bourne ha sconfitto Jack Swagger                                                | Single match                                          | 07:12  |
| 8 | John Cena (c) ha sconfitto R-Truth                                                   | Single match per il WWE Championship                  | 14:45  |